# Герб федерального округу (Бразилія)
Герб Федерального округу Бразилії є геральдичною емблемою і одним з офіційних символів Федерального округу Бразилії.

## Sсторія
Герб був розроблений геральдистом Гільєрме де Алмейдою та офіційно оформлений Указом № 11 від 12 вересня 1960 року. Цілеспрямовано намагаючись уникнути традиційної геральдики, дизайн прагне до сучасних та інноваційних форм, подібних до архітектури федеральної столиці Бразилії, створеної Оскаром Німейєром.

## Геральдичний опис
Герб, форма якого натхненна формою колон з колонади палацу Альворада. Кольори герба не збігаються з кольорами національного прапора, а запозичені з прапора федерального округу. В центрі геральдичної композиції прямокутний зелений щит із так званим Хрестом Бразиліа, що складається з чотирьох розбіжних стріл, які символізують відцентрову дію влади, і увінчаний столом для зустрічей, який виконує роль корони, що вказує на те, що це місце для Національного конгресу. Нижче подано девіз федерального округулатинською мовою: venturis ventis («до вітрів, які прийдуть»).

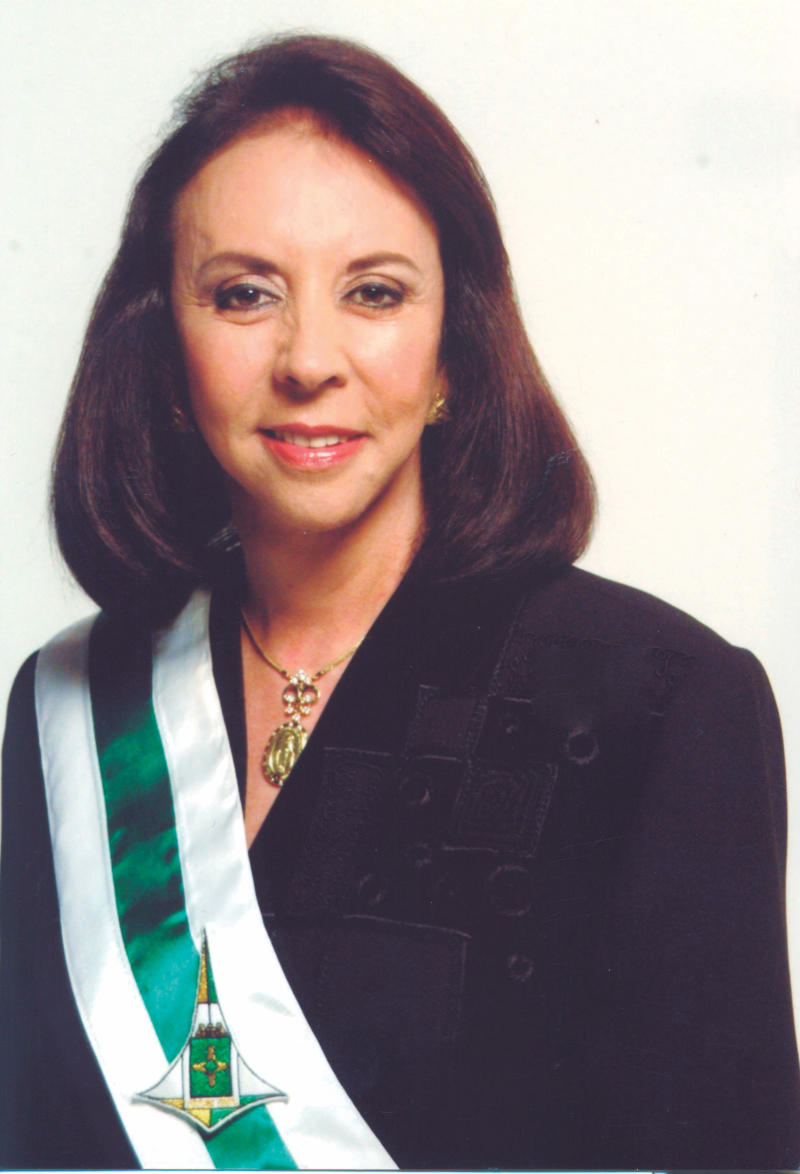
Герб на урядовому прапорі федерального округу на офіційному портреті Марії де Лурдес Абадіа
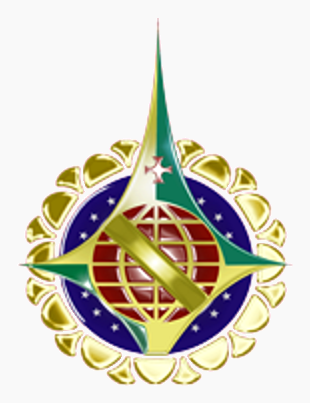
Герб Військової поліції Федерального округу